# Hjerter Dame
Hjerter Dame er en dansk portrætfilm fra 2018 instrueret af Mette-Ann Schepelern og Louise Detlefsen.

## Handling
For første gang nogensinde står en kvinde ved roret i LO. Hendes mission er at genskabe troen på fællesskabet og modernisere fagbevægelsen. Lizette Risgaards vej til magten har været præget af magtkampe og mandschauvinisme. Og nu, hvor hun sidder i formandsstolen, skal hun bevise sit værd.